# Zexcs
Zexcs (яп. ゼクシズ Дзэкусидзу, стилизовано ZEXCS) — японская анимационная студия, располагающаяся в Коганеи. Была основана 23 января 1998 года и стала известна благодаря выпуску таких аниме как Sister Princess и Diabolik Lovers. Над производством многих проектов Zexcs работает совместно со студией Feel.

## Работы
2001 — 2009 года
- Sister Princess (2001 год)
- Haruka Naru Toki no Naka de: Ajisai Yumegatari (2002 год)
- Sister Princess: Re Pure (2002 год)
- Kikou Sennyo Rouran (2002 год)
- Happy World! (2002 год)[2]
- D.C.: Da Capo (2003 год)
- Final Approach (2004 год)
- Suki na Mono wa Suki Dakara Shouganai!! (2005 год)
- Growlanser IV: Return (2005 год)
- Canvas 2: Niji Iro no Sketch (2005 год)[3]
- Mamoru-kun ni Megami no Shukufuku wo! (2006 год)
- Saishuu Shiken Kujira (2007 год)
- Rental Magica (2007 год)
- H2O: Footprints in the Sand (2008 год)
- Wagaya no Oinari-sama (2008 год)
- Macademi Wasshoi! (2008 год)
- D.C.if Da Capo if (2008 год)
- Koukaku no Regios (2009 год)
- Umi Monogatari: Anata ga Ite Kureta Koto (2009 год)

2010 год
- Chu-Bra!!
- Omamori Himari
- Densetsu no Yuusha no Densetsu
- Fortune Arterial: Akai Yakusoku
- D.C. I&II P.S.P. Re-Animated

2011 год
- Onii-chan no Koto Nanka Zenzen Suki Janain Dakara ne!!
- Fortune Arterial: Akai Yakusoku — Tadoritsuita Basho
- Itsuka Tenma no Kuro Usagi
- Itsuka Tenma no Kuro Usagi OVA

2012 год
- Suki-tte Ii na yo.
- Say "I love you".

2013 год
- Cuticle Tantei Inaba
- Arve Rezzle: Kikaijikake no Yousei-tachi
- Aku no Hana
- Diabolik Lovers

2014 год
- Mitsuwano
- Lady Jewelpet
- Mangaka-san to Assistant-san to The Animation
- Shounen Hollywood: Holly Stage for 49
- Nozo x Kimi

2015 год
- Shounen Hollywood: Holly Stage for 50
- Diabolik Lovers OVA
- Diabolik Lovers More, Blood

2016 год
- Kurage no Shokudou
- Hikari: Kariya o Tsunagu Monogatari
- Fune o Amu
- "Eiyuu" Kaitai

2017 год
- Frame Arms Girl
- Asagao to Kase-san

2018 год
- Rokuhoudou Yotsuiro Biyori
- Asagao to Kase-san

2019 год
- Frame Arms Girl: Kyakkyau Fufu na Wonderland

2020 год
- Shadowverse

2021 год
- Backflip!!

2022 год
- Shadowverse Flame
- Backflip!!